# Floyd Gottfredson
Arthur Floyd Gottfredson (5 de maio de 1905 — 22 de julho de 1986) foi um cartunista americano, mais conhecido por seus trabalhos para os quadrinhos da Disney, com maior atividade nos jornais americanos através de Tiras de jornal principalmente nas décadas de 1930 e 1940. O principal personagem desenhado por Floyd foi Mickey, o qual teve seu caráter de detetive reforçado por esse autor.